# Alter Gasometer
Der Alte Gasometer stellt als bedeutendes Zeugnis der spätgründerzeitlichen Industriekultur sowohl eine Sehenswürdigkeit als auch einen beliebten Veranstaltungsort in Zwickau dar. Das kulturelle Angebot reicht von Konzerten über Theateraufführungen, Varietés, Kleinkunst, Tagungen und Lesungen bis hin zum Programmkino. Der moderne Saal bietet 300 Sitzplätze. Der jetzige Gasometer wurde als städtische Immobilie mit dem Ziel der Nutzung als Friedens- und Begegnungszentrum konzipiert, das viele Menschen unterschiedlichen Alters, Herkunft, Lebensauffassungen und Glaubens erreicht und aktiv einbindet.

## Geschichte
Der 1874 begonnene Bau wurde 1875 fertiggestellt. Der Gasometer war als Gasometer C der dritte und größte Gasometer auf dem Gasanstaltsgelände. Das Fassungsvermögen des nach dem Glockenprinzip errichteten Bauwerks betrug 3000 m³. In dem gemauerten Rundbau war eine nach unten offene Glocke geführt, die bei voller Füllung bis oben ausgefahren war. Zwischen Mauer und Gasglocke gab es einen 75 cm breiten Zwischenraum, der mit Wasser, und in den Wintermonaten zusätzlich mit Alkohol, aufgefüllt wurde. Das Gas wurde aus Steinkohle erzeugt und als Nebenprodukte wurden Koks, Teer und Ammoniakwasser vermarktet. Bis 1900 wurde an diesem Standort Gas gespeichert. Nach der Stilllegung diente der Gasometer lediglich als Lagerraum. Es folgte eine Phase der Konzeptfindung zum Erhalt und zur Nutzung des Industriedenkmals. Am 29. Oktober 1998 beschloss der Zwickauer Stadtrat den Ausbau des Objektes. Die Sanierung und Ausstattung des Objektes wurde aus Mitteln des Europäischen Strukturfonds (URBAN) sowie aus Mitteln des Förderprogramms Städtebaulicher Denkmalschutz durch die Bundesrepublik Deutschland, das Land Sachsen und die Stadt Zwickau ermöglicht. In Zwickau gehört neben dem Gasometer auch der Komplex um das Johannisbad und die alten Stadthäuser aus der Gründerzeit in der Nordvorstadt zum Fördergebiet.

## Gegenwart
Seit dem Abschluss der 15-monatigen Sanierung und des kompletten Umbaus im Jahr 2000 bietet der Alte Gasometer Platz für Vereine, Institutionen, Gruppen und Projekte mit insgesamt 1700 m² Nutz- und etwa 900 m² Freifläche. So befinden sich im Vereinshaus nebenan das Jugendcafé BuZe, ein Bandproberaum und das Koordinierungsbüro des Bündnis für Demokratie und Toleranz der Zwickauer Region. Zeitweise waren auch ein Weltladen mit fair gehandelten Produkten, der Cabana e.V. und die Interessengemeinschaft Stadtökologie e.V. ansässig.

## Trägerverein
Seit der Eröffnung am 23. August 2000 wird das Haus von einem Verein betrieben, der aus dem in den 1990er Jahren gegründeten Friedenszentrum hervorgegangen ist. Nach der kurzzeitigen Nutzung des Hauses Plauensche Straße 16 wurde 1992 mit der Gründung des Vereins „Bildungs- und Begegnungsstätte Buntes Zentrum e.V.“ das Bunte Zentrum in der Walther-Rathenau-Str. 12 für sieben Jahre das Zuhause, wobei Kinder, Jugend und Kultur räumlich und inhaltlich ein größeres Gewicht erhielten. Auf dem Wege der Verschmelzung wurde daraus der heutige Trägerverein „Alter Gasometer e.V. – Soziokulturelles Zentrum“.